# ISPConfig
 (mars 2024).
Si vous disposez d'ouvrages ou d'articles de référence ou si vous connaissez des sites web de qualité traitant du thème abordé ici, merci de compléter l'article en donnant les références utiles à sa vérifiabilité et en les liant à la section « Notes et références ».
ISPConfig est une interface de gestion de serveur pour Linux. ISPConfig est fourni sous licence BSD. ISPConfig simplifie la gestion des différents services liés à l'hébergement web tels que la configuration DNS, la gestion des noms de domaine, le courrier électronique ou le transfert de fichiers FTP.

## Fonctionnalités
ISPConfig fournit différentes interfaces de gestion pour les fournisseurs de services Internet et les clients.
Les services suivants sont actuellement supportés:
- Serveurs[2]
  - Web (Apache 2, Nginx)
  - FTP
  - DNS (BIND, MyDNS, PowerDNS)
  - Bases de données (MySQL)
- Services
  - Gestion du courrier électronique et transfert[2]
  - Sécurité (gestion de certificats numériques SSL (TLS))
  - Contrôle et filtrage du courrier électronique, pourriel & anti-virus
  - Pare-feu
  - Serveurs virtuels (OpenVZ)[2]
- Statistiques & gestion ISP
  - Webalizer
  - AWStats
  - Quotas:  disque dur, trafic internet, etc.
  - Adresses IP (IPV4 et IPV6)
  - Gestion des utilisateurs et facturation
- Autogestion
  - Accès Shell
  - Administration multi-utilisateurs.